# Lista de deputados estaduais de Minas Gerais da 3.ª legislatura
Esta é uma lista de deputados estaduais de Minas Gerais eleitos para a 3ª Legislatura. São relacionados o nome civil dos parlamentares que assumiram o cargo em 1955, cujo mandato expirou em 1959.

## Composição das bancadas
| Partido | Líder             | Bancada | Posição      |
| ------- | ----------------- | ------- | ------------ |
| PSD     | Luiz Maranha      | 25 / 74 | Governo      |
| PR      | Gregoriano Canedo | 14 / 74 | Governo      |
| UDN     | Manoel Taveira    | 12 / 74 | Oposição     |
| PTB     | Sinval Siqueira   | 11 / 74 | Independente |
| PST     | Patrus de Souza   | 3 / 74  | Governo      |
| PTN     | Olavo Drummond    | 3 / 74  | Independente |
| PSP     | Omar Diniz        | 3 / 74  | Oposição     |
| PDC     | Machado Coelho    | 2 / 74  | Governo      |
| PRP     | Fabio Pereira     | 1 / 74  | Oposição     |

## Relação
| Nome                               | Partido | Observações |
| ---------------------------------- | ------- | --- |
| Aécio Ferreira da Cunha            | PR      | Substituído por Jorge Ferraz, nos períodos de 26 a 31/12/1956 e de 27/5 a 4/6/1958, e Elmir Guimarães Maia, de 11/7 a 15/10/1957. |
| Alcides Mosconi                    | PSD     | |
| Aluizio de Freitas Autran Dourado  | PSD     | |
| Alvaro Salles                      | PSD     | Substituído por Raimundo Soares de Albergaria Filho no período de 10/4 a 14/6/1956 e Cláudio Pinheiro de Lima, de 29/10 a 13/12/1957. |
| Antônio Pacheco Ribeiro            | PR      | Substituído por Jorge Ferraz nos períodos de 17/5 a 1º/8/1955, de 21/8 a 5/11/1956 e de 29/4 a 26/5/1958, e Elmir Guimarães Maia de 26 a 28/11/1958. |
| Antônio Pimenta                    | PSD     | |
| Ataliba Mendes de Oliveira         | UDN     | Substituído por João Batista Miranda no período de 23/7 a 19/8/1958. |
| Augusto Batista de Figueiredo      | PR      | |
| Bolivar de Freitas                 | PR      | Licenciou-se para ocupar o cargo de Secretário de Estado de Educação e Cultura nos períodos de 31/3 a 10/9/1955 e de 6/10/1955 a 31/1/1956 e a partir de 18/6/1956, quando tomou posse como Embaixador Extraordinário Plenipotenciário do Brasil em Honduras, sendo substituído por Edson Vieira de Rezende, que foi substituído por Elmir Guimarães Maia nos períodos de 13/8 a 17/9/1956, e de 18 a 26/11/1958, e Jorge Ferraz de 26/4 a 9/7/1957. |
| Cândido Gonçalves Ulhoa            | PTB     | Licenciou-se para ocupar o cargo de Secretário de Estado da Agricultura, Indústria, Comércio e Trabalho, sendo substituído por Antônio Próspero, no período de 13/4/1955 a 20/2/1956, que foi substituído por Wilson Modesto Ribeiro de 16/6 a 31/7/1955, Whady José Nassif de 1º/8/1955 a 16/1/1956 e Wilson Modesto Ribeiro de 9/4 a 18/6/1956. |
| Carlos de Faria Tavares            | PSP     | Substituído por Guilherme Meireles no período de 30/8 a 27/10/1955. |
| Carlos Horta Pereira               | UDN     | |
| Carlos Murilo Felício dos Santos   | PSD     | Substituído por Joaquim Bento Ferreira Carneiro no período de 18/10 a 12/12/1957 e Cláudio Pinheiro de Lima de 6/5 a 25/7/1958. |
| Castellar Modesto Guimarães        | PTB     | |
| Clodesmidt Riani                   | PTB     | |
| Cristiano de Freitas Castro        | PR      | Substituído por Elmir Guimarães Maia no período de 17/9 a 13/11/1956. |
| Cyro de Aguiar Maciel              | PR      | Substituído por Elmir Guimarães Maia no período de 24/4 a 5/7/1957 e Jorge Ferraz de 11/7 a 3/9/1957. |
| Dnar Mendes Ferreira               | UDN     | Substituído por Florivaldo Dias de Oliveira nos períodos de 10/5 a 23/7/1957 e de 23/7 a 19/8/1958. |
| Eduardo Lucas Pereira Filho        | PSD     | |
| Ely Franco Ribeiro                 | PR      | Substituído por Jorge Ferraz de 13/12/1955 a 26/1/1956. |
| Emílio de Vasconcelos Costa        | PSD     | Substituído por Oswaldo Guimarães Tolentino no período de 17/9 a 14/10/1957 e Raimundo Soares de Albergaria Filho a partir de 16/10/1957. |
| Euclides Pereira Cintra            | PTB     | Substituído por Whady José Nassif no período de 18/5 a 26/7/1955 e Wilson Modesto Ribeiro de 4/11 a 20/12/1955. |
| Fabio Antonio da Silva Pereira     | PRP     | Substituído por Efigênio Salgado dos Santos no período de 5/7 a 10/10/1955. |
| Fabricio Soares da Silva           | UDN     | Renunciou em 22/8/1958, sendo substituído por Florivaldo Dias de Oliveira. |
| Francisco de Castro Pires Júnior   | PSD     | |
| Geraldo Landi                      | PR      | Substituído por Elmir Guimarães Maia no período de 25/4 a 8/7/1958. |
| Gil Vilela                         | PDC     | |
| Godofredo Prata Rodrigues da Cunha | PSP     | Substituído por Guilherme Meireles no período de 21/3 a 3/4/1956. |
| Gregoriano Canedo                  | PR      | Substituído por Jorge Ferraz no período de 5 a 16/12/1957. |
| Hernanni Maia                      | PTB     | |
| Homero Machado Coelho              | PDC     | |
| João Bello de Oliveira Filho       | PR      | Substituído por Elmir Guimarães Maia no período de 14/11/1955 a 27/1/1956 e Jorge Ferraz, nos períodos de 30/9 a 19/11/1957 e de 5/6 a 16/7/1958. |
| João de Almeida                    | PSD     | |
| João Herculino de Souza Lopes      | PTB     | |
| Joaquim Moreira Júnior             | PTB     | |
| José Augusto Ferreira Filho        | PSD     | Licenciou-se para ocupar o cargo de Secretário de Estado de Viação e Obras Públicas,sendo substituído por José Soares de Figueiredo no período de 13/4/1955 a 6/2/1956. |
| José Cabral                        | UDN     | |
| José Chaves Ribeiro                | PSD     | |
| José de Magalhães Carneiro         | PR      | Substituído por Elmir Guimarães Maia nos períodos de 12/12/1956 a 1º/3/1957, de 16/10 a 2/12/1957 e de 14 a 17/10/1958, Jorge Ferraz, de 18/9 a 15/10/1957, e Ary Gonçalves de Souza, de 7/5 a 31/7/1958. |
| José Fernandes Filho               | PSD     | Substituído por Oswaldo Guimarães Tolentino no período de 23/4 a 23/10/1958. |
| José Raimundo Soares da Silva      | PTB     | Substituído por Wilson Modesto Ribeiro no período de 22/8 a 3/11/1955. Licenciou-se para ocupar o cargo de Presidente do IAPI, sendo substituído por Antônio Próspero a partir de 8/3/1956, que foi substituído por Wilson Modesto Ribeiro nos períodos de 4/8 a 29/11/1956, de 17/9 a 26/11/1957, de 3/12/1957 a 4/3/1958 e de 28/3 a 25/6/1958. |
| José Ribeiro Pena                  | PSD     | Licenciou-se para ocupar o cargo de Secretário de Estado do Interior e Justiça, sendo substituído por José Soares de Figueiredo no período de 31/1/1956 a 29/7/1958, que foi substituído por Raimundo Soares de Albergaria Filho nos períodos de 20/6 a 21/8/1956 e de 29/5 a 25/7/1957. |
| Juarez de Souza Carmo              | PR      | |
| Levindo Ozanan Coelho              | PSD     | |
| Lourival Brasil Filho              | PST     | Substituído por Halley Lopes Bello no período de 31/5 a 7/8/1957. |
| Luiz Maranha                       | PSD     | |
| Luiz Soares de Souza Rocha         | PSD     | Substituído por Oswaldo Guimarães Tolentino no período de 15/10 a 16/12/1957. |
| Manoel José de Almeida             | PSD     | |
| Manoel Taveira de Souza            | UDN     | |
| Mário Hugo Ladeira                 | PR      | |
| Milton Reis                        | PTN     | |
| Milton Salomon Salles              | UDN     | Substituído por Florivaldo Dias de Oliveira no período de 13/4 a 13/5/1955. |
| Olavo Drummond                     | PTN     | Substituído por Divino Ramos nos períodos de 20/4 a 5/7/1956 e de 22/7 a 9/9/1958. |
| Omar de Oliveira Diniz             | PSP     | Substituído por Guilherme Meireles nos períodos de 5/7 a 29/8/1955 e de 2/12/1955 a 16/1/1956, e Dilermando Rocha no período de 31/7 a 20/10/1958. |
| Oscar Gomes Moreira Júnior         | UDN     | |
| Oswaldo Pieruccetti                | UDN     | |
| Otelino Ferreira Sol               | PSD     | Substituído por Raimundo Soares de Albergaria Filho no período de 25/7 a 16/10/1957. |
| Paulo Campos Guimarães             | UDN     | Substituído por Florivaldo Dias de Oliveira no período de 18/6 a 31/10/1956, João Batista Miranda nos períodos de 30/10 a 2/12/1957 e de 20/8 a 24/9/1958, e Jorge de Vasconcelos Safe no período de 23/7 a 19/8/1958. |
| Pedro Maciel Vidigal               | PSD     | Substituído por Raimundo Soares de Albergaria Filho nos períodos de 19/8 a 30/9/1956 e de 16/10/1956 a 1º/3/1957, e Joaquim Bento Ferreira Carneiro no período de 13/4 a 20/10/1958. |
| Pio Soares Canedo                  | PSD     | |
| Rafael Caio Nunes Coelho           | UDN     | |
| Renato Mário de Avelar Azeredo     | PSD     | |
| Reni Rabelo                        | PSD     | |
| Saulo Diniz                        | PTB     | Substituído por Wilson Modesto Ribeiro nos períodos de 30/11/1956 a 13/3/1957, de 2/4 a 1º/7/1957 e de 11/7 a 24/7/1957. |
| Sebastião Anastácio de Paula       | PST     | Substituído por Halley Lopes Bello no período de 19/8 a 21/10/1956. |
| Sebastião Patrus de Souza          | PST     | Substituído por Celso Arinos Motta nos períodos de 21/8 a 28/10/1956 e de 25/6 a 31/8/1957, e Halley Lopes Bello nos períodos de 27/5 a 22/7/1958 e de 7/8 a 15/10/1958. |
| Synval Siqueira                    | PTB     | |
| Teófilo Ribeiro Pires              | PR      | |
| Theodosio Bandeira Campos          | PSD     | |
| Tubal Vilela da Silva              | PSD     | Substituído por Raimundo Soares de Albergaria Filho no período de 4/8 a 7/10/1955. |
| Ulysses Marcondes Escobar          | PR      | Substituído por Ary Gonçalves de Souza no período de 26/9 a 28/11/1956. |
| Waldomiro Agostinho Lobo           | PTB     | |
| Walthon de Andrade Goulart         | UDN     | Substituído por Florivaldo Dias de Oliveira no período de 31/10 a 9/12/1957. |
| Wilson de Melo Guimarães           | PST     | |